# Rubroboletus lupinus
Bolet des loups, Bolet de loup
Espèce
Statut de conservation UICN

 LC  : Préoccupation mineure
Rubroboletus lupinus, le Bolet des loups, auparavant Boletus lupinus, est une espèce toxique de champignons (Fungi) basidiomycètes du genre Rubroboletus dans la famille des Boletaceae. Il est caractérisé par son chapeau rosâtre, ses pores rougeâtres et son pied lisse quasiment sans réseau.

## Taxonomie

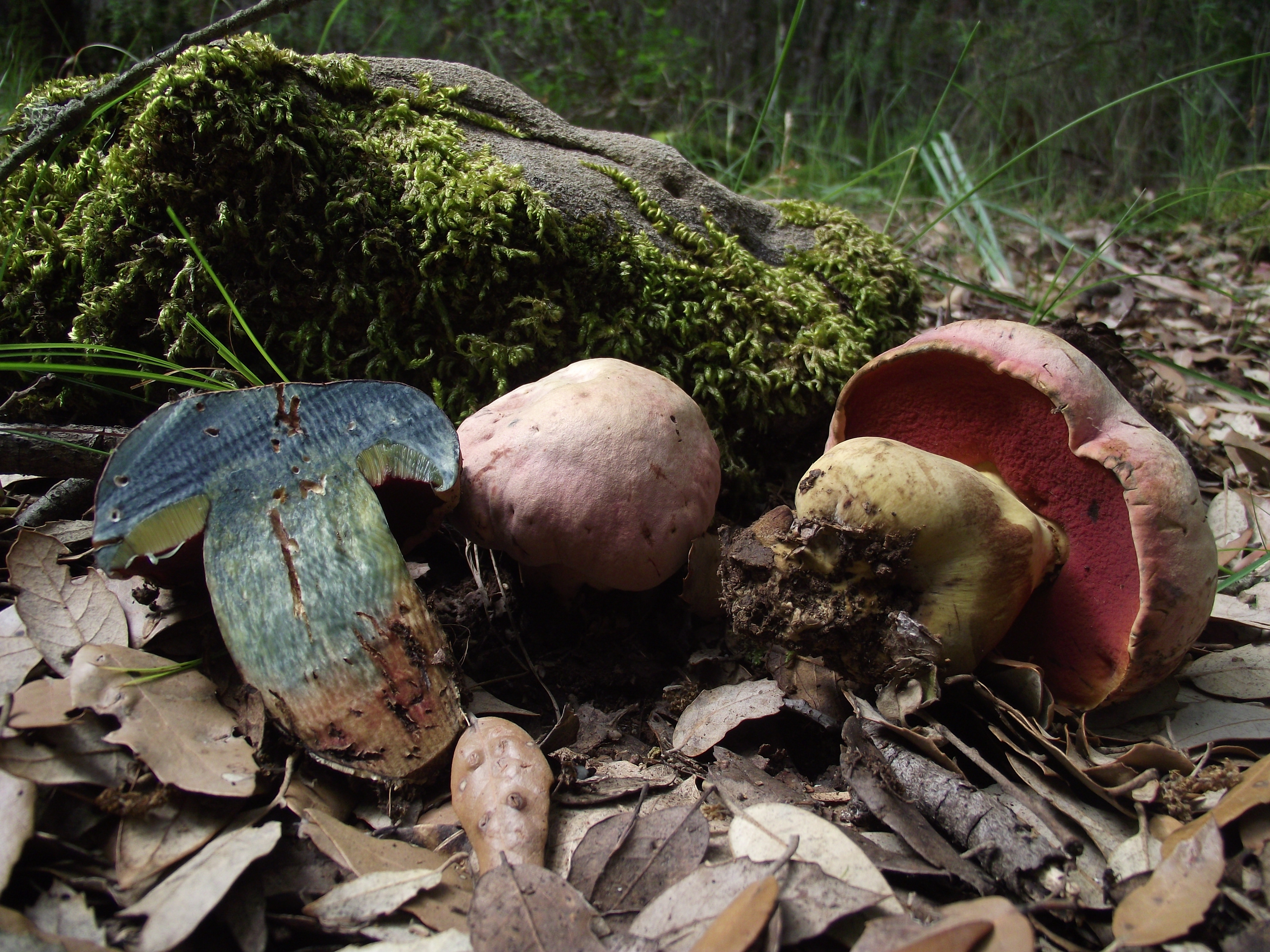
Collection de trois sporophores de R. lupinus en Italie.

Le nom correct complet (avec auteur) de ce taxon est Rubroboletus lupinus (Fr.) Costanzo, Gelardi, Simonini & Vizzini.
L'espèce a été initialement classée dans le genre Boletus sous le basionyme Boletus lupinus Fr..

### Synonymes
Rubroboletus lupinus a pour synonymes :
- Boletus lupinus (Fr.) Costanzo, Gelardi, Simonini & Vizzini
- Boletus lupinus Fr.
- Boletus satanas var. lupinus (Fr.) Cooke & Quél.
- Dictyopus tuberosus var. lupinus (Fr.) Quél.
- Suillellus lupinus (Fr.) Blanco-Dios
- Suillus lupinus (Fr.) Richon & Roze
- Tubiporus lupinus (Fr.) P.Karst.
- Tubiporus lupinus (Fr.) Ricken

### Phylogénie
Initialement décrit par Elias Magnus Fries en 1838 comme une espèce de Boletus, il a été transféré vers le genre Rubroboletus en 2015, un genre circonscrit pour héberger d'autres espèces proches de bolets bleuissants à chair de couleur rougeâtre formant un clade distinct.
Des études moléculaires ont révélé une variation génétique considérable parmi les populations européennes de R. lupinus, le plaçant dans un clade sœur de Rubroboletus dupainii.

### Étymologie
L'épithète spécifique est dérivée du mot latin lupus, qui signifie « loup ». Il n'y a pas de référence explicite à la raison pour laquelle Fries l'a appelé Boletus lupinus en 1838, mais il semble probable qu'il s'agisse d'une référence à la couleur, car le chapeau de ce bolet peut être parfois plus ou moins blanchâtre ou gris pâle.

### Noms vulgaires et vernaculaires
Ce taxon porte en français le nom vernaculaire ou normalisé suivant : Bolet de loup, Bolet des loups,.

## Description du sporophore
Les bolets sont des champignons dont l’hyménophore, constitué de tubes et terminés par des pores, se sépare facilement de la chair du chapeau. Ce chapeau d'abord rond, recouvert d'une cuticule, devient convexe à mesure qu’il vieillit. Ils ont un pied (stipe) central assez épais et une chair compacte. Les caractéristiques morphologiques de R. lupinus sont les suivantes :  
Son chapeau mesure 5 à 15 cm, il est rose, mastic rosâtre, rouge-rose, parfois totalement jaune, gris-beige avec des tons rosâtres ou verdâtres chez les jeunes sujets, puis rosissant avec l'âge. Il réagit en bleu à l'iode.
L'hyménophore présente des petits pores jaunâtres, jaune souffre, orangés, rouge vif et rouge sombre avec l'âge. Les tubes sont concolores.
Son stipe mesure jusqu'à 12 x 5 cm. Il est jaune à jaune orangé, parfois orangé ou taché de brun rougeâtre, souvent sans réseau ou alors parfois très court au sommet, ponctué ailleurs. Le fait de le manipuler laisse des traces bleues aux endroits touchés.
La chair est jaunâtre à jaune d'or, bleuissante à la coupe. Elle a une odeur indistincte ou de scléroderme, sa saveur est douce, indistincte ou amère/piquante

### Caractéristiques microscopiques
Ses spores sont lisses, ellipsoïdes, elles mesurent 12- 15 x 5-6 μm. Ses cystides sont fusiformes ou en bouteilles, incolores.

## Galerie

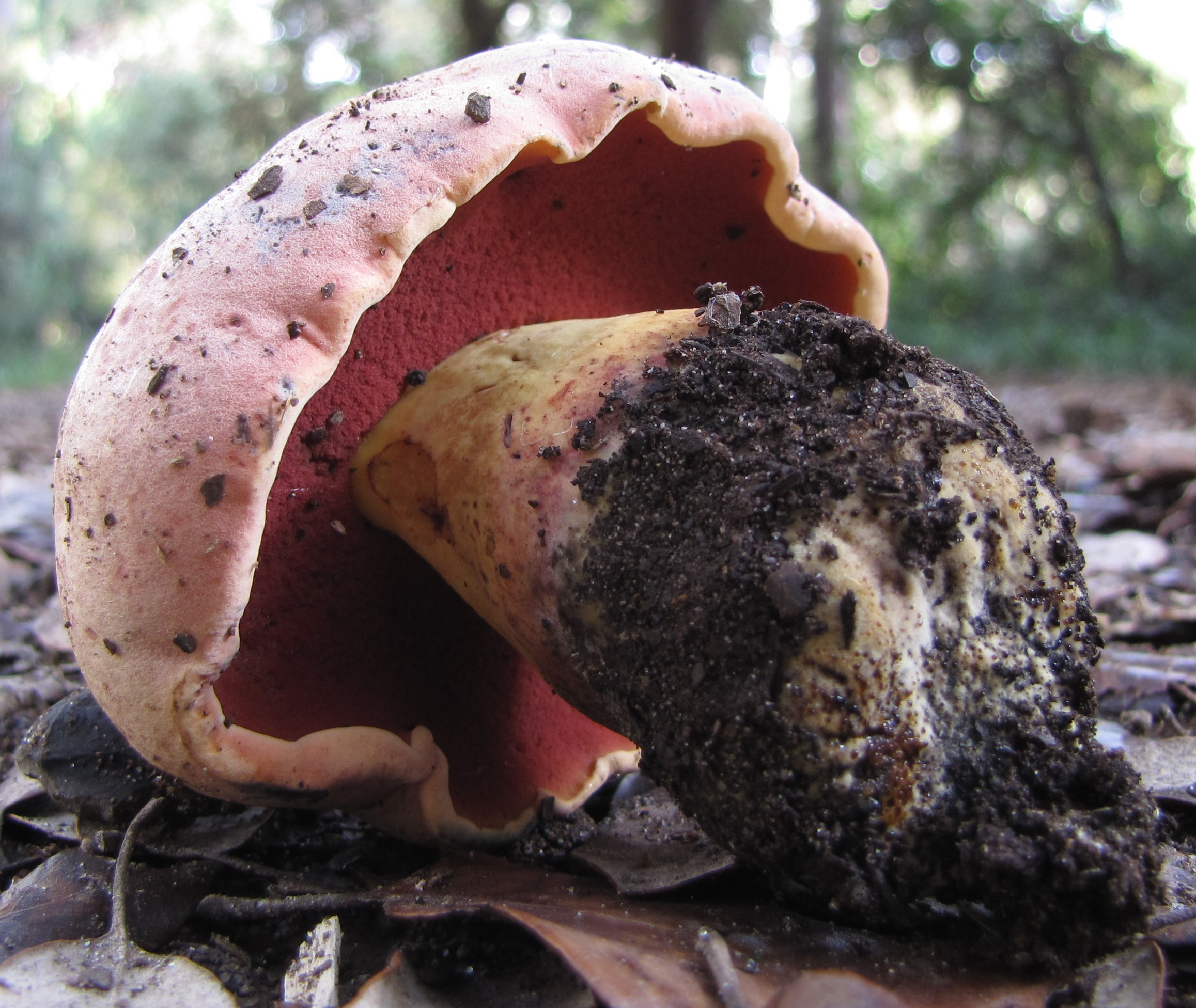
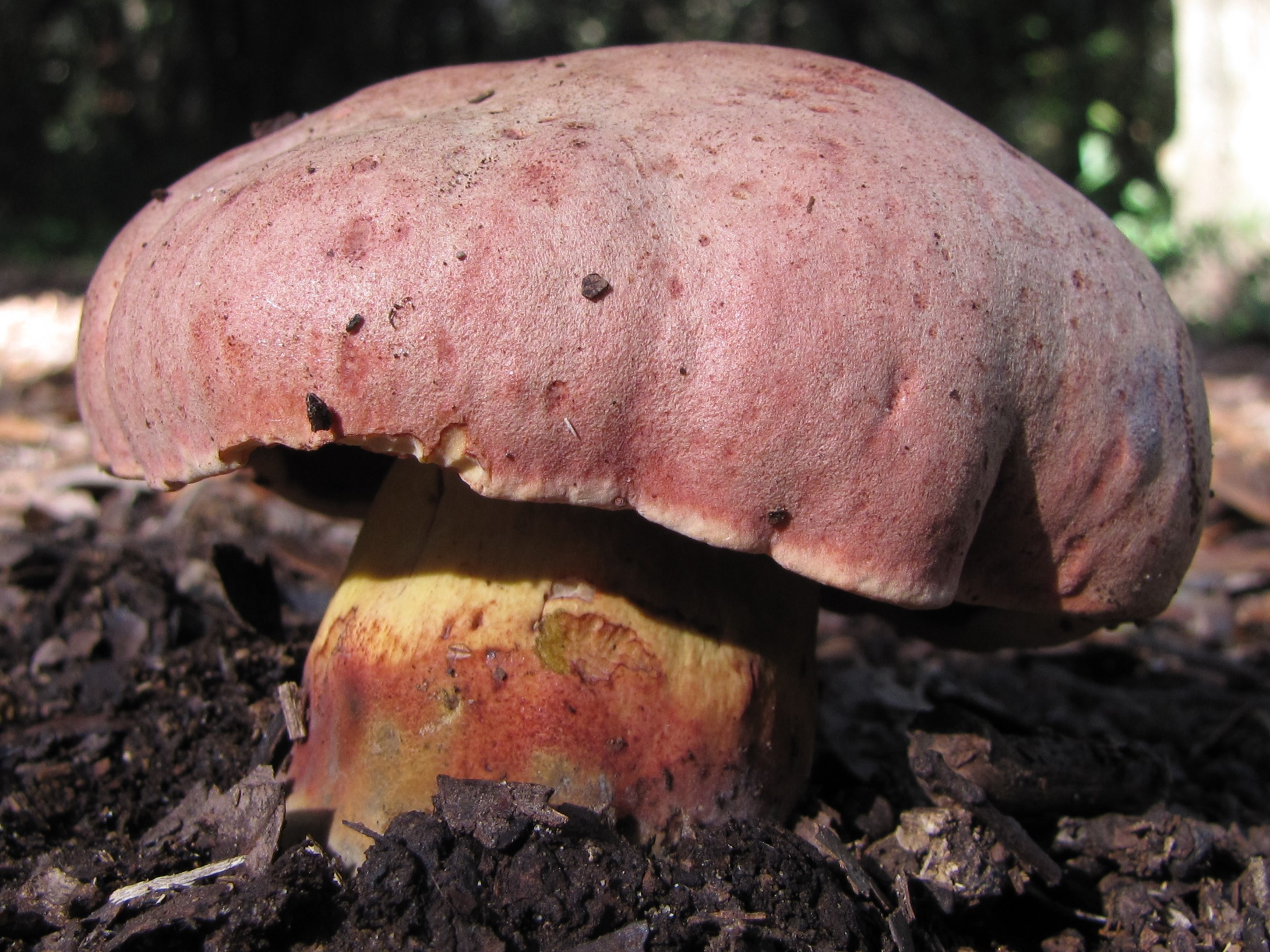
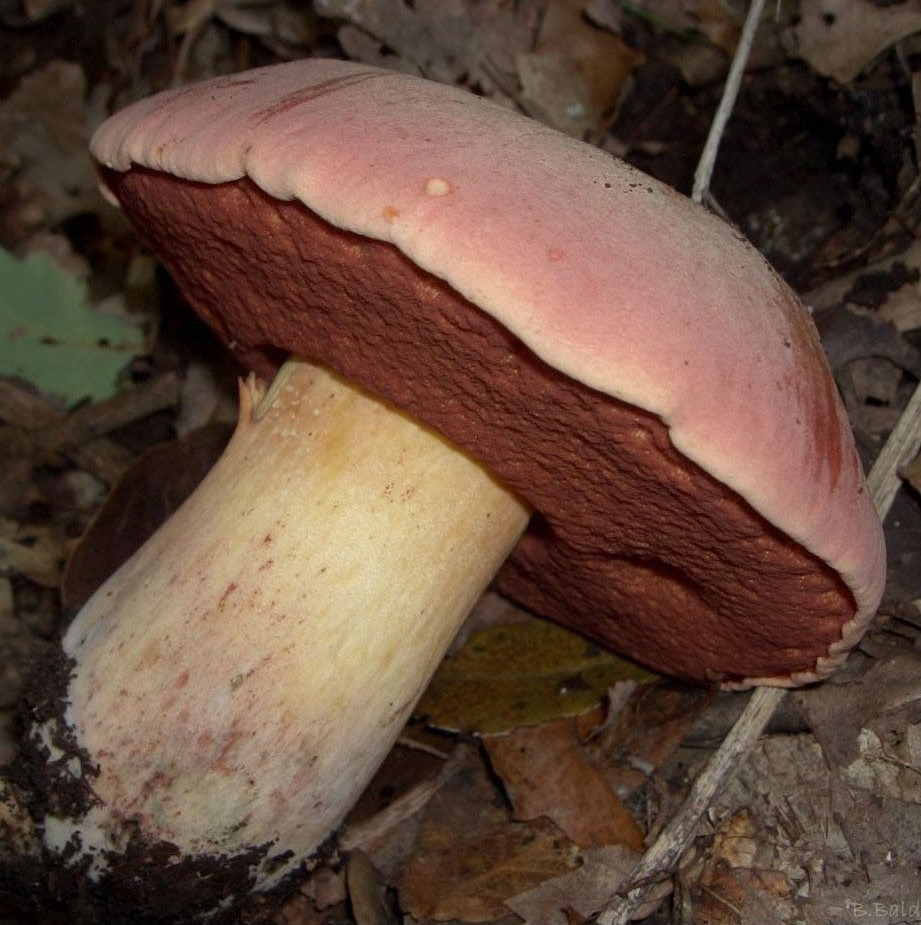
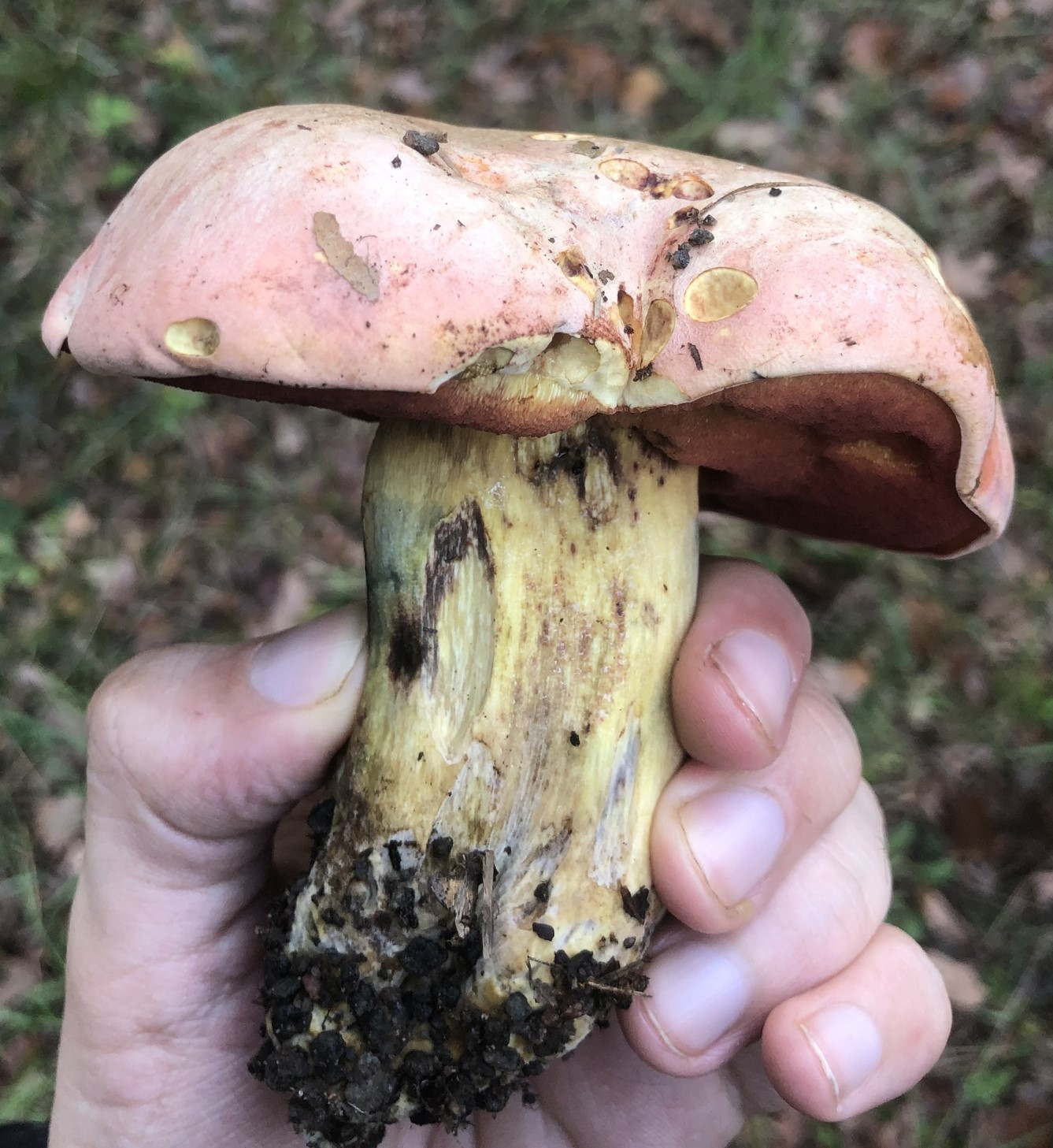
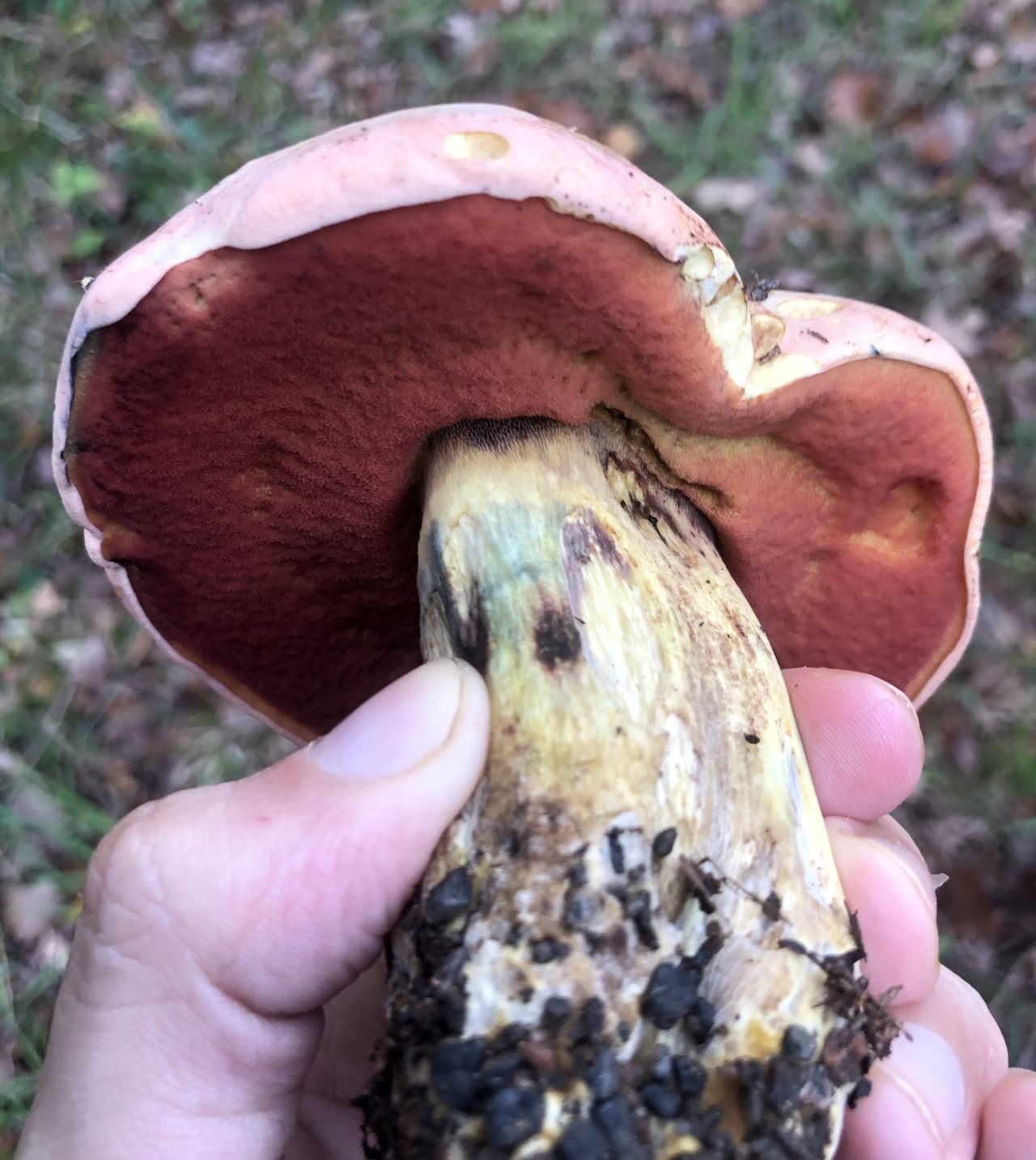
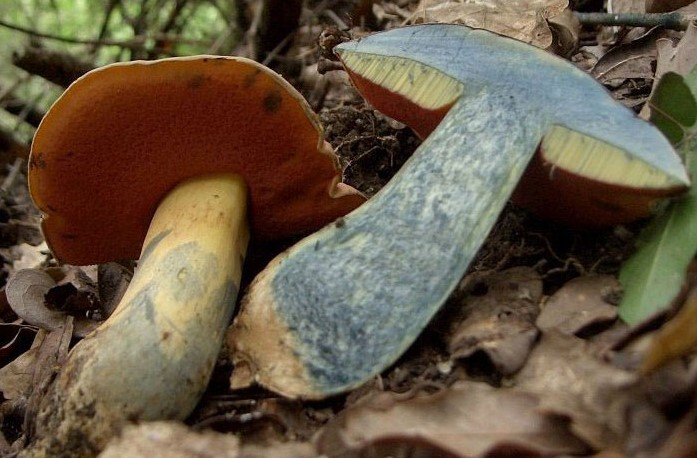
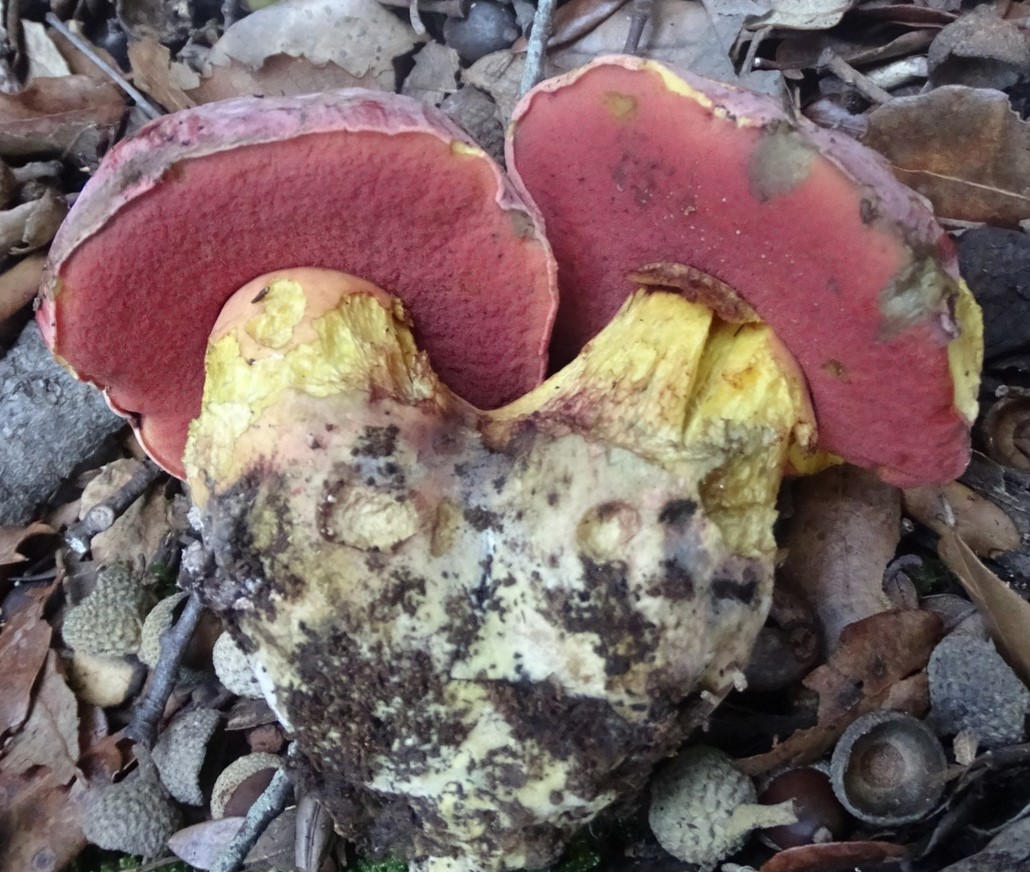
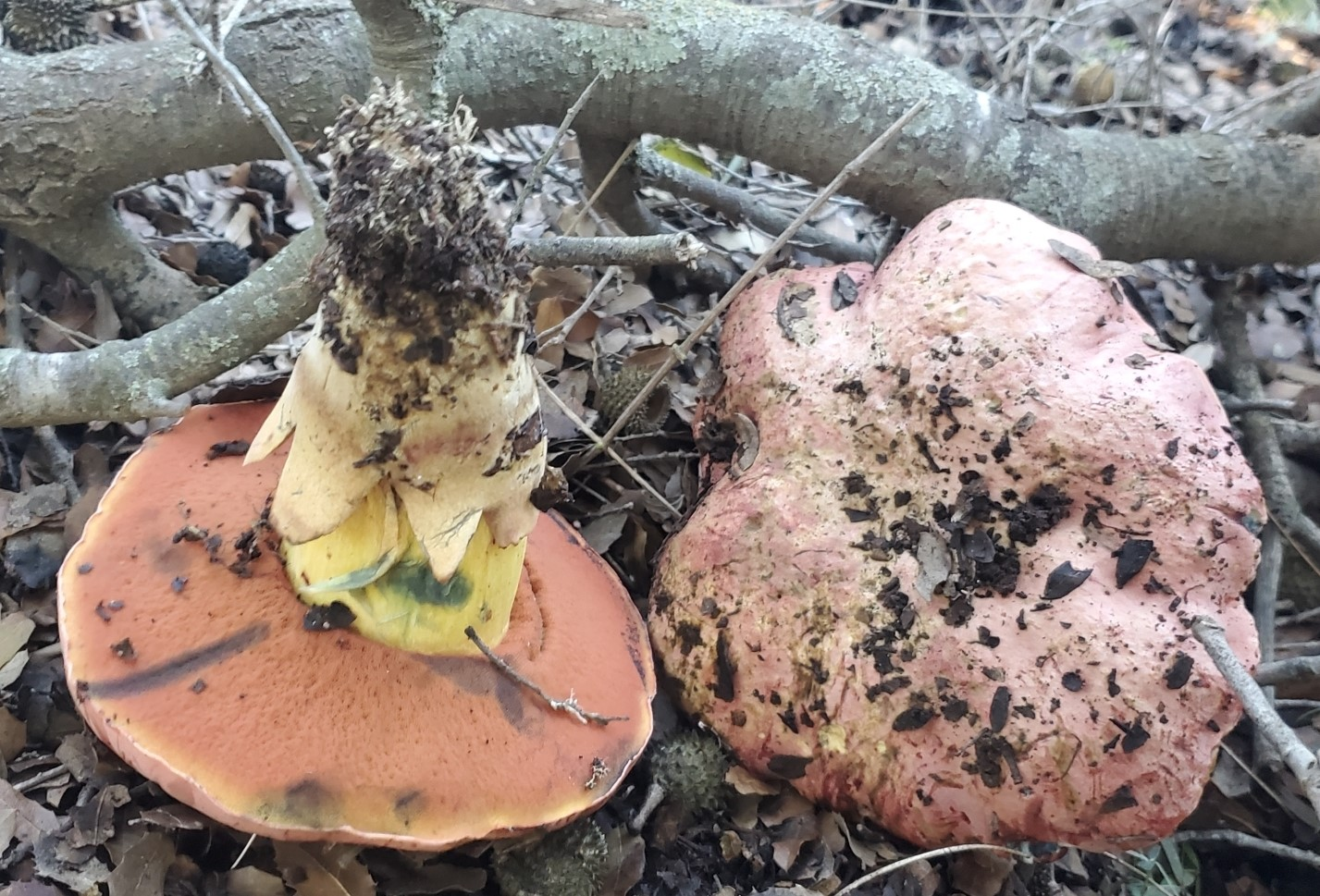
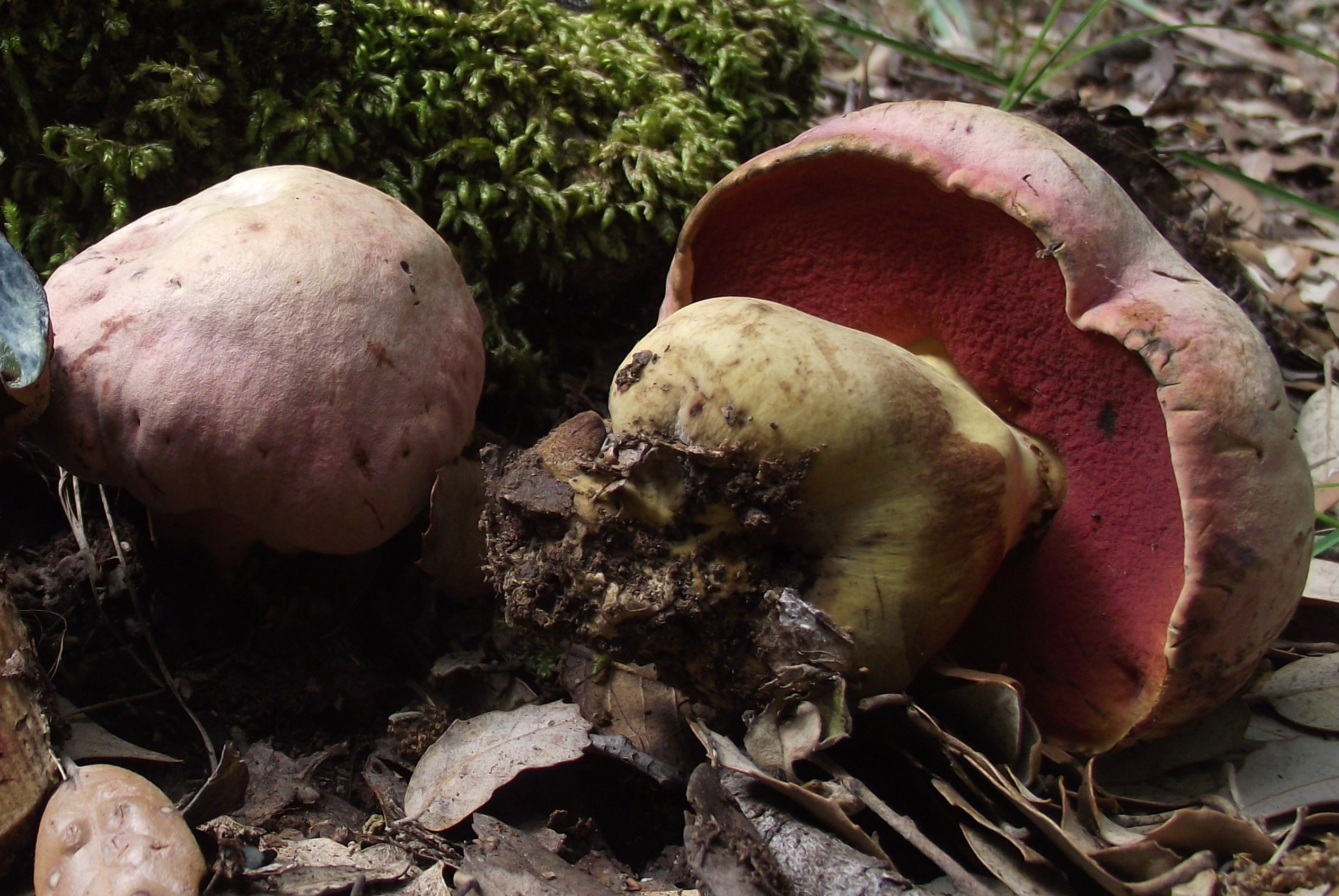
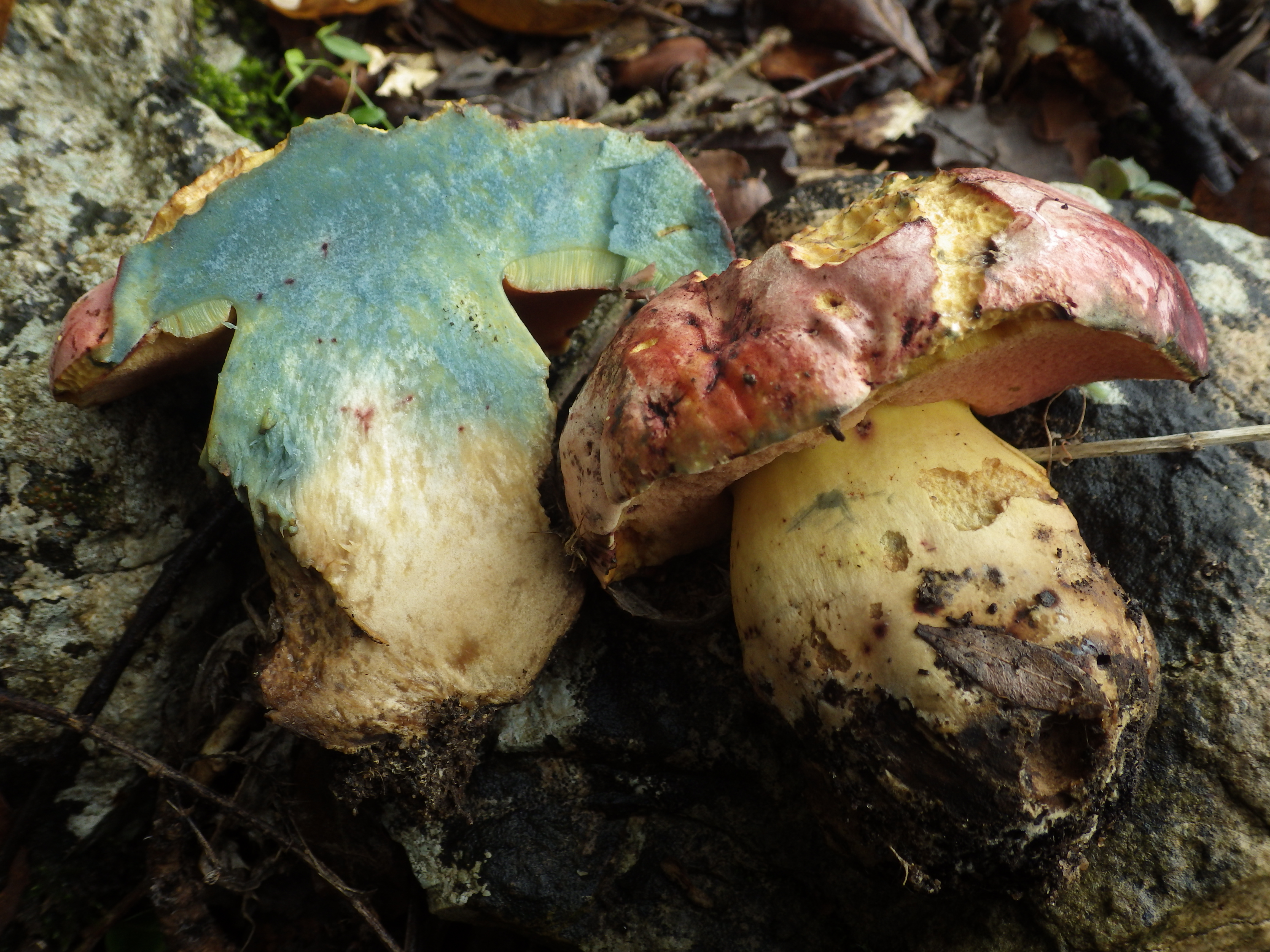
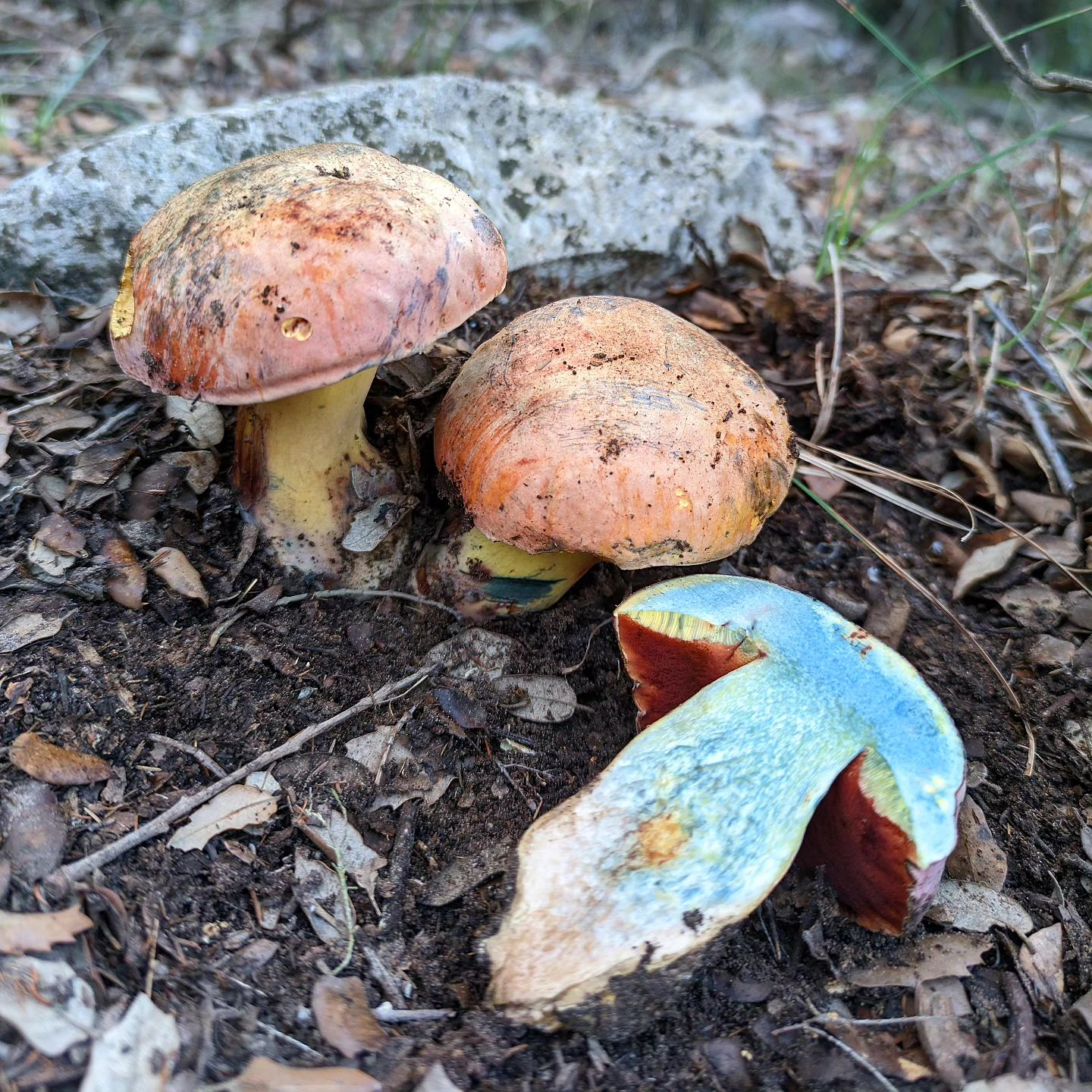

## Habitat et distribution
C'est un champignon ectomycorhizien, à tendance calcicole, poussant dans les bois clairs de feuillus, surtout sous chênes, aussi dans les clairières et les lisières. Il pousse surtout l’été, puis en début d’automne.

## Statut de conservation

### Régional
- Auvergne-Rhône-Alpes : classement de cette espèce en catégorie NT (Quasi menacée) au niveau régional[10].
- Poitou-Charentes : classement de cette espèce en catégorie NT (Quasi menacée) au niveau régional[11].
- Midi-Pyrénées : classement de cette espèce en catégorie NT (Quasi menacée) au niveau régional[12].
- Alsace : classement de cette espèce en catégorie VU (Vulnérable) au niveau régional[13].

## Comestibilité
Des incidents gastro-intestinaux sont attribués au Bolet des loups. Selon certaines sources, il serait comestible après une cuisson complète,,, mais il a provoqué des syndromes gastro-intestinaux inconstants, même après cuisson (sans que l'on sache cependant si le temps de cuisson a été respecté lors de ces cas). Il est dans tous les cas toxique si consommé cru ou mal cuit. En Catalogne, les jeunes spécimens moins amers sont consommés, préalablement blanchis ou conservés en saumure, ou alors après dessiccation permettant d'éviter ces traitements préalables. Cependant, les études sur la comestibilité manquent encore (2018). Par exemple, Bruno Cetto le décrit comme suspect, tandis qu'Ewald Gerhard le décrit comme toxique. En France, il est considéré toxique . Dans l'ensemble, son niveau de sécurité alimentaire semble insuffisant et sa consommation est déconseillée.

## Confusions possibles
Ce bolet est assez déroutant, car les couleurs du chapeau et des pores peuvent être plus ou moins variables d’un mycélium à un autre. Le Bolet des loups est à comparer avec :
- Le Bolet de Dupain (Rubroboletus dupainii), quand R. lupinus arbore un chapeau particulièrement rouge. Cependant, R. dupainii a un chapeau rouge laqué portant souvent un liseré blanc, des pores rouge sang ainsi qu'un pied souvent lavé de rouge. Sans interêt alimentaire cuit, toxique cru.
- Le Bolet joli (Rubroboletus pulchrotinctus), lorsque le chapeau de R. lupinus tend vers le rosâtre[7]. Cependant, R. pulchrotinctus a un chapeau feutré de blanc, nettement rosé surtout aux bords, il peut avoir des pores jaunes à maturité et il possède un réseau sur son pied jaune et rose.
- Le Bolet orné (Suillellus comptus), qui a des pores orangés et une base souvent betterave et particulièrement radicante. Sans interêt alimentaire cuit, toxique cru.
- Le Bolet d'Adonis (Suillellus adonis), qui a une base betterave. Sans interêt alimentaire cuit, toxique cru.
- Le Bolet de Quélet (Suillellus queletii), qui a un chapeau tendant plus vers le brunâtre orangé et qui a une base betterave. Comestible cuit, toxique cru.